# CA Renaissance Aiglon Brazzaville
El Club Athlétique Renaissance Aiglon Brazzaville o CARA Brazzaville és un club congolès de futbol de la ciutat de Brazzaville.

## Palmarès
- Lliga de la República del Congo de futbol:[4]
  - 1970, 1972, 1973, 1974, 1975, 1976, 1981, 1984, 2008

- Copa de la República del Congo de futbol:[5]
  - 1981, 1986, 1992

- Lliga de Campions de la CAF:
  - 1974